# Silverlind
Silverlind (Tilia tomentosa) är en malvaväxtart som beskrevs av Conrad Moench. Enligt Catalogue of Life ingår Silverlind i släktet lindar och familjen malvaväxter, men enligt Dyntaxa är tillhörigheten istället släktet lindar och familjen malvaväxter. Arten förekommer tillfälligt i Sverige, men reproducerar sig inte. Inga underarter finns listade i Catalogue of Life.

## Bildgalleri

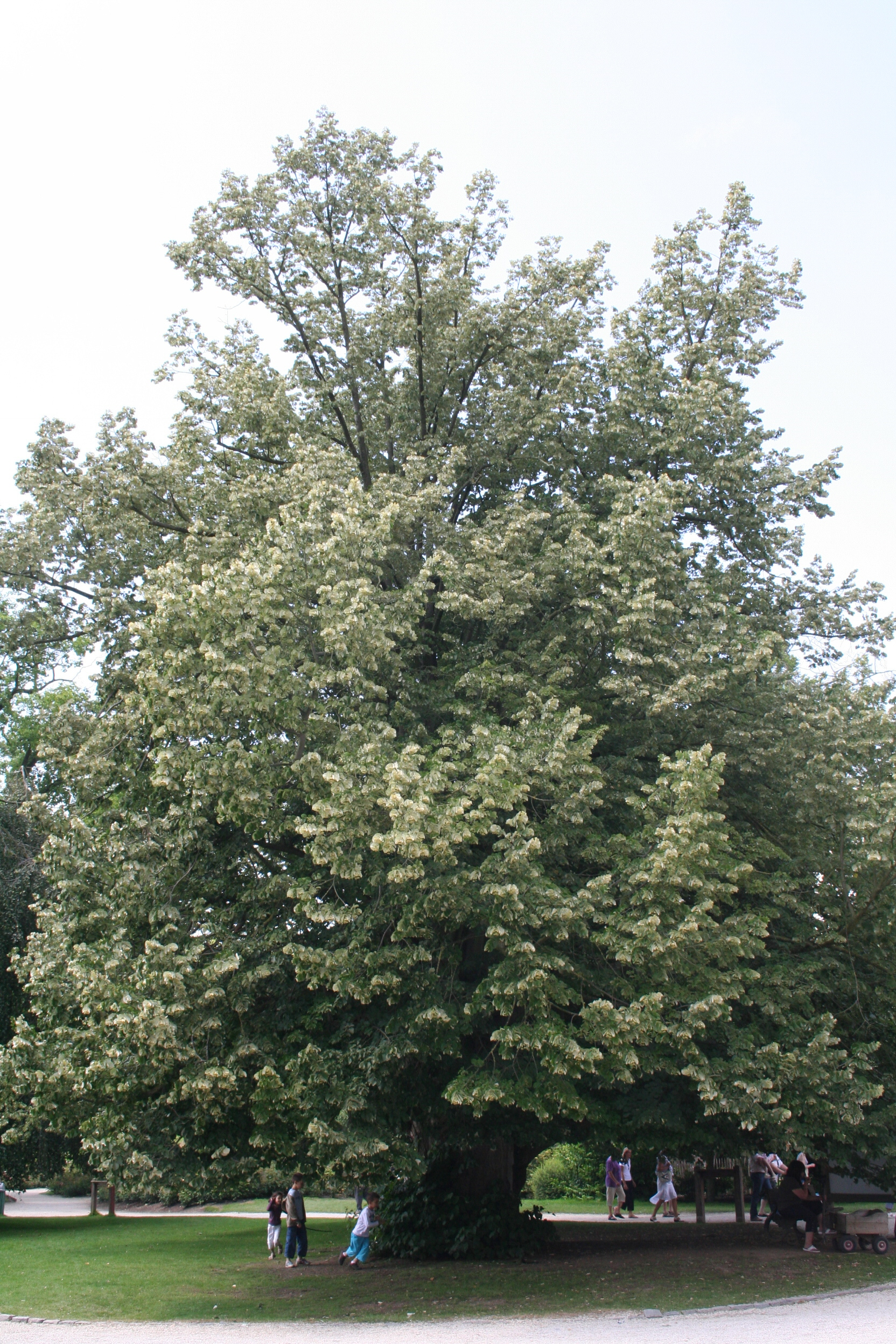
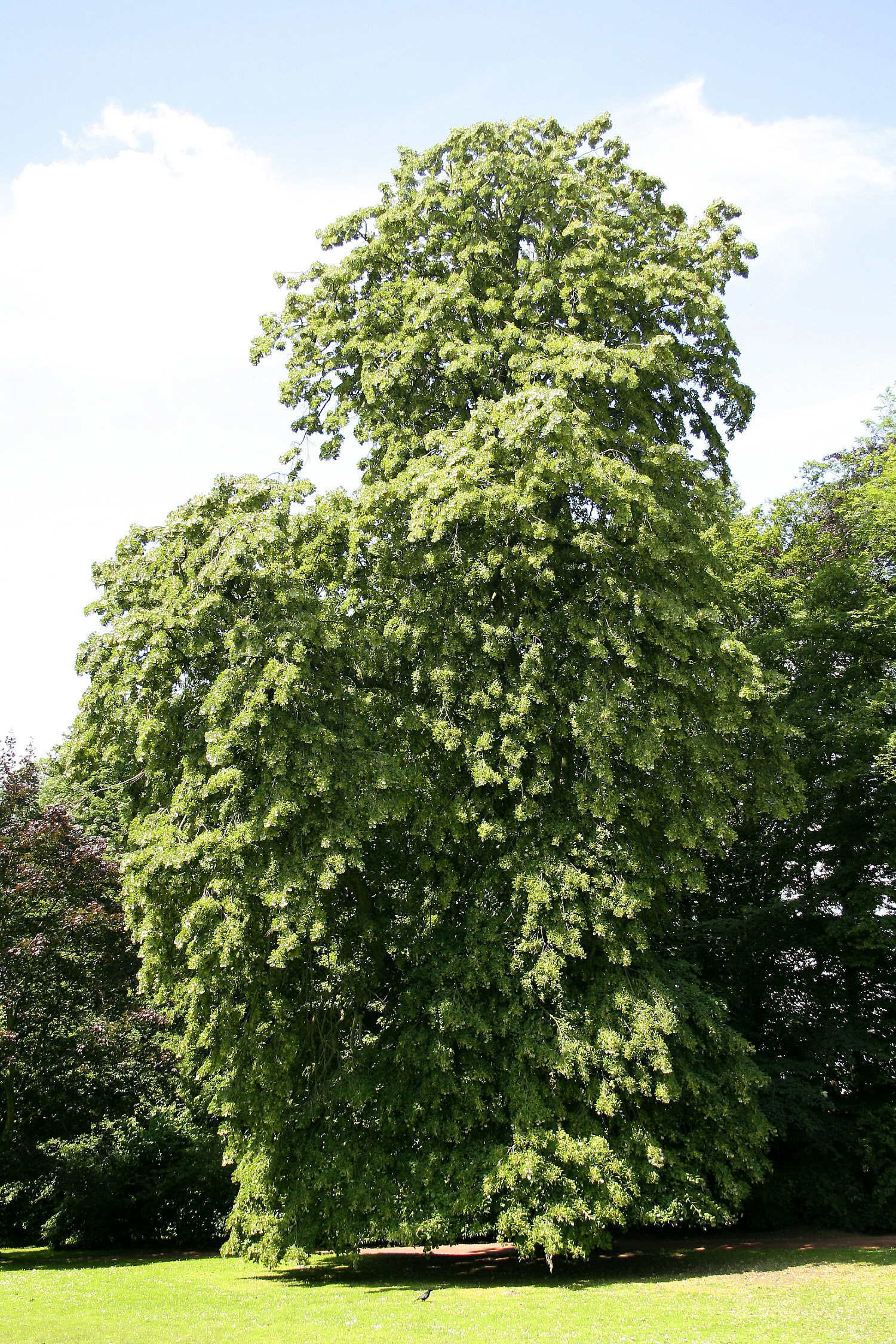
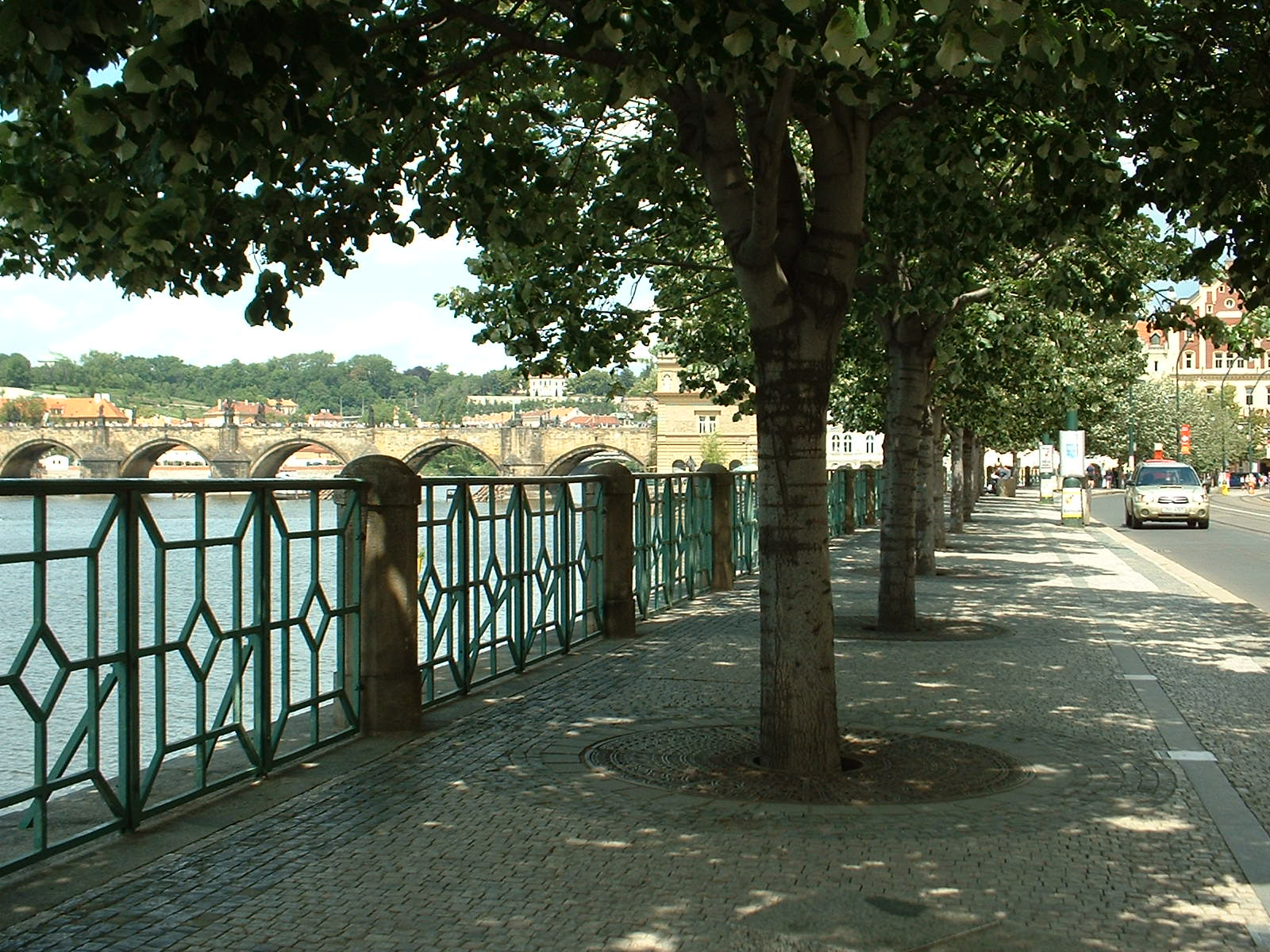
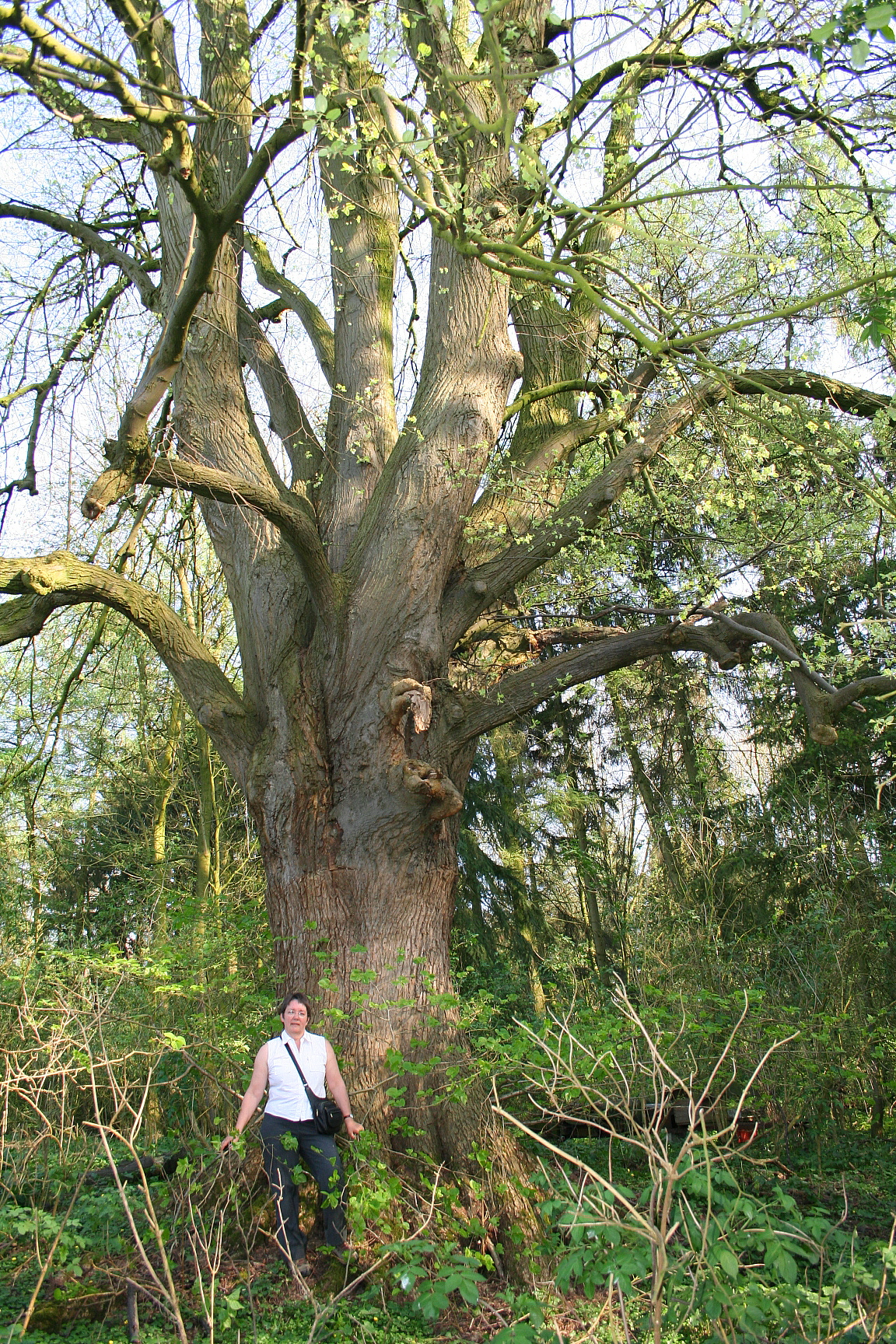
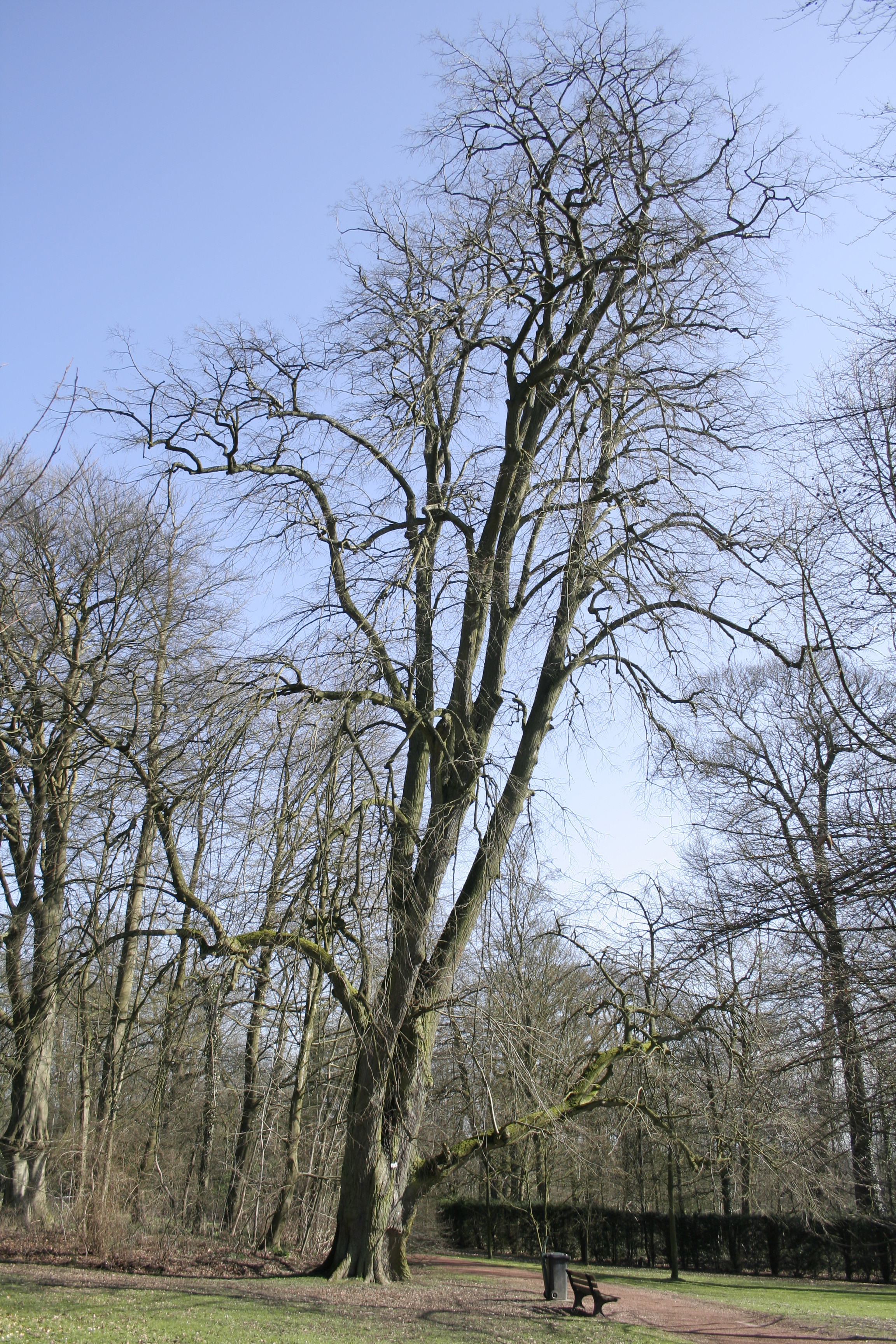
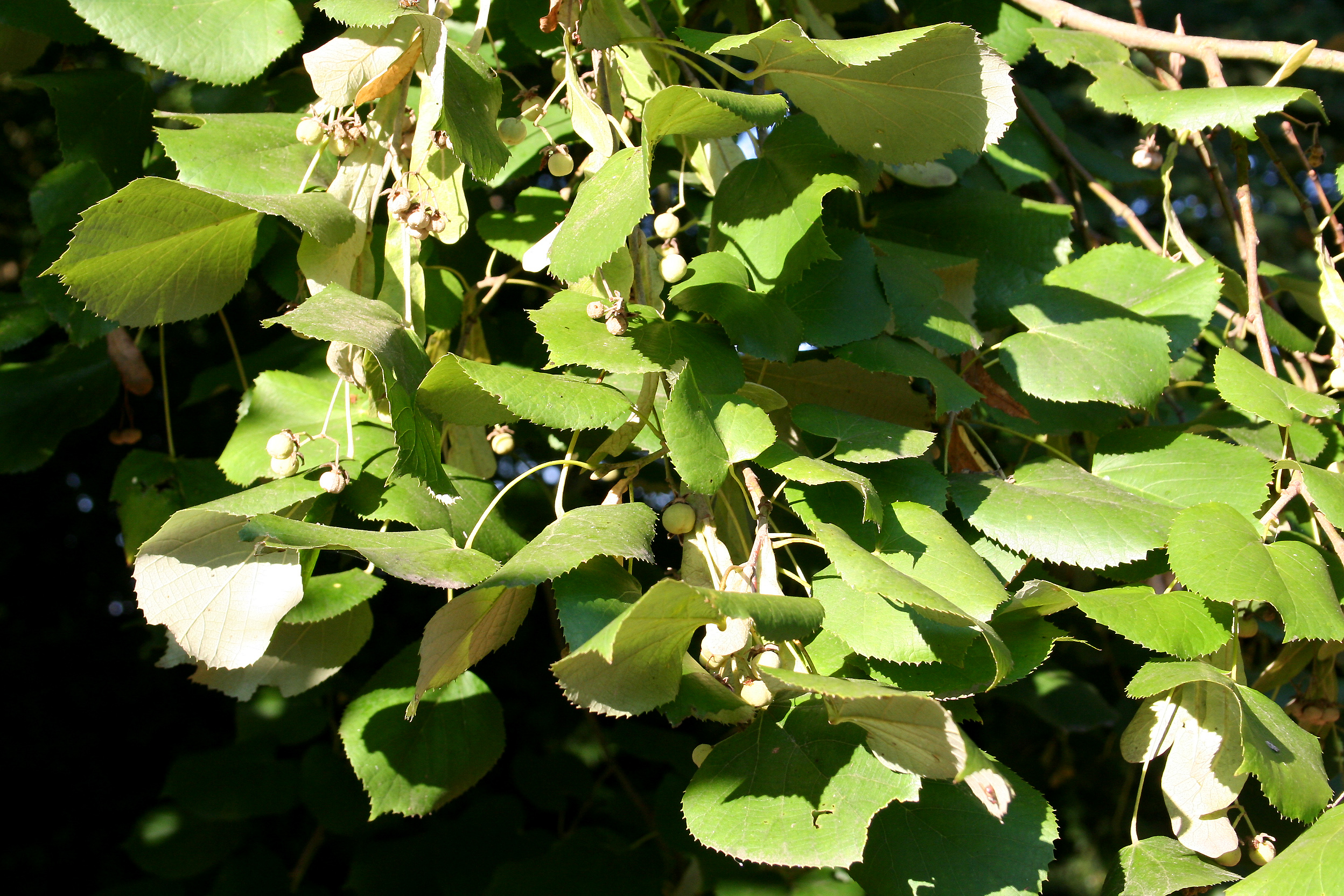
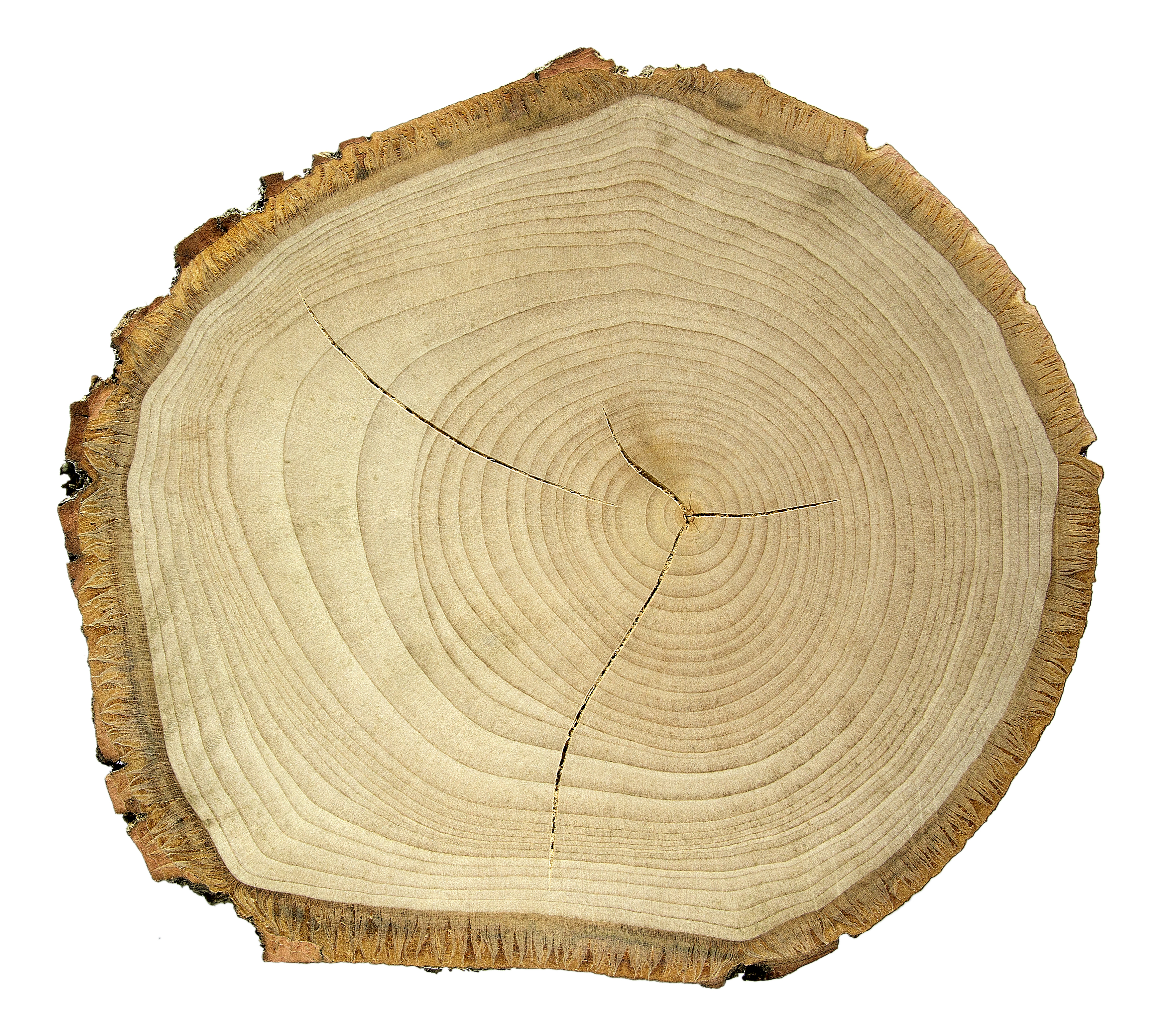
Tilia tomentosa